# بول إنغل (شاعر)
بول إنغل (بالإنجليزية: Paul Engle)‏ (12 أكتوبر 1908، سيدار رابيدز في الولايات المتحدة - 22 مارس 1991، شيكاغو في الولايات المتحدة)؛ شاعر وروائي أمريكي.

## الجوائز
- زمالة غوغنهايم